# دستگاه مختصات استوانه‌ای

یک سیستم مختصات استوانه‌ای با مبدا O، محور قطبی A و محور طولی L. نقطه دارای فاصله شعاعی ۴ =ρ، مختصات زاویه‌ای °۱۳۰ = φ و ارتفاع ۴ =z است.

دستگاه مختصات استوانه‌ای (به انگلیسی: cylindrical coordinate system) نوعی از دستگاه مختصات سه بعدی است که در آن یک نقطه در فضا، بر روی سطح یک استوانه فرضی در نظر گرفته می‌شود. مختصات یا مکان آن نقطه بر اساس فاصله آن از محور عمودی (شعاع استوانه) ρ ، فاصله نقطه از قاعده (ارتفاع استوانه) z و زاویه‌ای که شعاع قاعده گذرنده از آن نقطه با محورA می‌سازدφ ، بیان می‌شود. هر چند علامت ها یا حروف تعیین شده استاندارد برای  این دستگاه (ρ,φ,z) هستند ولی با این حال در برخی های شاخه های مهندسی به ترتیب از حروف r, θ, z استفاده می‌شود.
مبدأ دستگاه مختصات استوانه‌ای O نقطه‌ای است که هر سه مختصات را می‌توان صفر در نظر گرفت.
دستگاه مختصات استوانه‌ای در حالت دوبعدی، با حذف مختص z به مختصات قطبی تبدیل می‌شود.

## دستگاه مختصات استوانه‌ای
ممکن است معادله یک رویه در یکی از دستگاه‌های ساده‌تر از معادله آن در دستگاه دکارتی باشد. در چنین مواردی استفاده از دستگاه مناسب باعث صرفه‌جویی در وقت می‌شود. این موضوع در حل انتگرال‌های چندگانه اهمیت بیشتری پیدا می‌کند. همان‌طور که می‌دانید حل برخی انتگرال‌های سه‌گانه در دستگاه دکارتی گاهی غیرممکن می‌باشد، ولی با یک تغییر مختصات ساده به راحتی می‌توانیم به جواب مورد نظر برسیم. در دستگاه مختصات استوانه‌ای، استوانه‌هایی که محورشان در امتداد محور z هستند معادلات بسیار ساده‌ای دارند. این دستگاه مختصات در فضا از طریق تلفیق مختصات قطبی در صفحه xy با محور z معمولی به دست می‌آید. به این ترتیب به هر نقطه در فضا یک یا چند سه تایی مختصات به صورت (r، θ، z) نسبت داده می‌شود. در فیزیک و به ویژه در مباحث الکترومغناطیس و مخابرات به جای r، θ، z به ترتیب از حروف ρ، φ، z استفاده می‌شود.
در واقع توسط روابط فوق می‌توان یک نقطه در دستگاه مختصات دکارتی را به دستگاه مختصات استوانه‌ای منتقل کرد. در مختصات استوانه‌ای معادله r=a فقط دایره‌ای در صفحه xy را مشخص نمی‌کند بلکه استوانه‌ای کامل حول محور z را توصیف می‌کند. خود محور z با معادله r=0 معین می‌شود. معادله θ=θ۰ توصیف‌کننده صفحه‌ای است که شامل محور z است و زاویه‌ای به اندازه θ۰ رادیان با قسمت مثبت محور x می‌سازد.
چند رابطه که مختصات دکارتی، استوانه‌ای و کروی را به هم مربوط می‌سازند.